# Charbel Makhlouf
Szent Charbel (született: Youssef Antoun Makhlouf, Bekaa Kafra (Észak-Libanon), 1828. május 8. – Annaya, 1898. december 24.) a libanoni maronita egyház szerzetes papja, remete. VI. Pál pápa 1965. december 5-én boldoggá, majd 1977. október 9-én szentté avatta.
2019-ben teret neveztek el róla Budapest Gazdagrét városrészében, a gárdonyi római katolikus templomnál pedig mellszobra áll.

## Élete
Bekaa Kafra faluban (Bsharre körzet, Észak-Libanon) született 1828. május 8-án Antun és Brigitte Chidiac földművesek ötödik gyermekeként. Fiatalkorától kezdve nagyszerű spiritualitásról tett tanúbizonyságot. Kora gyermekkorában elvesztette apját, édesanyja pedig egy nagyon vallásos férfihoz ment feleségül, aki később diakóniai szolgálatot teljesített. A mostohaapa példája irányította Youssefet az aszkétikus életre és a mindennapi imádságra.
Youssef Makhlouf 14 éves korától a családi „nyáj” gondozásának szentelte magát, de 22 évesen anélkül, hogy bárkit is tájékoztatott volna elhivatásáról, a Mayfouq-i Szűzanya kolostorába ment, ahol visszavonult imádkozni, és novíciusként a Charbel nevet választotta, ami azt jelenti, hogy „Isten története”. Miután az annayai Szent Maron-kolostorba költözött, 1853-ban tette le utolsó fogadalmát. Ugyanebben az évben a kfifeni Szent Ciprián-kolostorba költözött, ahol filozófiát és teológiát tanult többek között Nimatullah Youssef Kassab Al-Hardini vezetésével, akit 2004-ben szentté avattak.
Miután pappá szentelték (1859. július 23-án), Charbelt elöljárói visszaküldték az annayai kolostorba. Ott érlelődött meg benne a vágy, hogy teljes magányban vonuljon vissza, és remeteházban lakjon, amelyet 1875. február 13-án kapott meg.
1898 karácsonya előestéjén halt meg remeteségében.
Halála után több csoda is történt a hozzá fohászkodókkal, ezért a pápa előbb boldoggá, majd szentté avatta.

## Csodái
A leghíresebbek közé tartozik Nohad El Shami, egy akkor ötvenöt éves nő, aki hemiplegiában (részleges bénulásban) szenvedett a nyaki artéria kettős elzáródásával. A nő elmondta, hogy 1993. január 22-én két maronita szerzetesről álmodott, akik az ágya mellett álltak, egyikük a nyakára tette a kezét, és addig operálta, míg a másik egy párnát tartott a háta mögött. Amikor felébredt észrevette, hogy két seb van a nyakán, egy-egy mindkét oldalon. Nohad teljesen meggyógyult, és visszanyerte a járásképességét. Charbel Makhloufot az őt megműtő szerzetesként azonosította, de nem tudta felismerni a másik szerzetest. Nohad El Shami arról is beszámolt, hogy a következő éjszaka maga Makhluf ismét megjelent neki álmában, és ezt mondta: „Megműtöttelek, hogy mindenki lásson, és az emberek visszatérhessenek a hithez. Sokan eltávolodtak Istentől, az imától, az Egyháztól. Kérem, hogy minden hónap 22-én vegyél részt szentmisén az Annaya-remeteségben; a sebeid vérezni fognak minden hónap első péntekén és 22-én." A nő ezt követően a másik szerzetest Szent Maronként azonosította. Azóta minden hónap 22-én összegyűlnek a hívek szentmisét tartani Szent Charbel remeteségében.
Az arizonai Phoenixben a harmincéves spanyol-amerikai Dafné Gutierrez, háromgyermekes anyának – akinél tizenhárom évesen Arnold-Chiari-szindrómát diagnosztizáltak – papilláris ödéma alakult ki a látóideg végén. Miután eredménytelenül műtéten esett át, 2014-ben elvesztette bal szeme világát, 2015-ben pedig jobb szemére is teljesen vak maradt. 2016. január 16-án elment a helyi Szent József-templomba, amely az Egyesült Államok 36 maronita plébániájának egyike, ahol egy cédrusfa ládában őrzött csonttöredékből álló Szent Charbel-ereklyét ideiglenesen kiállítottak. A templom plébánosa, Wissam Akiki először a nő fejére, majd a szemére tette kezét, és kérte Istent, hogy Szent Charbel közbenjárására gyógyítsa meg. Január 18-án, vasárnap hajnali öt óra körül Gutierrez erős viszketést érzett a szemében, amelyet erős nyomás kísért a fején és a szemén, és miután felkapcsolta az ágy melletti lámpát, elképedt, amikor férjét mindkét szemével látta. Három nappal később egy szemészeti vizsgálat elismerte a gyógyulást, amelyet később más orvosok is megerősítettek, akik nem tudtak tudományos magyarázatot találni a történtekre.
A boldoggá avatási cél érdekében egy apáca, Mary Abel Kamari nővér (tizennégy éve fekélyben szenvedő, kétszer műtött, 1950. július 12-én, Charbel Makhluf sírja előtt gyógyult meg) csodálatos gyógyulásait, ill. Naim Obeid a Baabdatból (aki 1937-ben elvesztette látását az egyik szemére, majd 1950-ben felgyógyult, miután felkereste a sírt); a szentté avatás céljából azonban a gégerákból meggyógyult hammanai Mariam Awadé esetét tekintették mérvadónak.

## Fordítás
- Ez a szócikk részben vagy egészben  a   Charbel Makhlouf című francia Wikipédia-szócikk ezen változatának fordításán alapul.  Az eredeti cikk szerkesztőit annak laptörténete sorolja fel. Ez a jelzés csupán a megfogalmazás eredetét és a szerzői jogokat jelzi, nem szolgál a cikkben szereplő információk forrásmegjelöléseként.
- Ez a szócikk részben vagy egészben  a   Charbel Makhlouf című olasz Wikipédia-szócikk fordításán alapul.  Az eredeti cikk szerkesztőit annak laptörténete sorolja fel. Ez a jelzés csupán a megfogalmazás eredetét és a szerzői jogokat jelzi, nem szolgál a cikkben szereplő információk forrásmegjelöléseként.